# Trifolium stoloniferum
Trifolium stoloniferum — вымирающий вид рода Клевер семейства Бобовые (Fabaceae); встречается на востоке и на среднем западе Соединенных Штатов.
У данного вида нет общепринятого русского названия. Возможный перевод научного названия Trifolium stoloniferum — клевер столононосный, клевер побегоносный.
Английское общеупотребительное название растения — Running Buffalo Clover (клевер бегущего буйвола).

## Морфология
Trifolium stoloniferum — травянистое растение высотой до 10 до 50 см с вертикально растущими неразветвлёнными стеблями. Вершина стебля заканчивается круглой цветочной головкой между двумя листьями. Эти верхушечные листья обычно больше других листьев. Цветочные головки белые, иногда с сиреневым отливом, 2—2,5 см в диаметре.
Как и у других видов клевера, листья у клевера бегущего буйвола разделены на три листочка. Он пускает длинные ползучие боковые побеги (столоны), которые дают корни. Стебель и листья голые. Цветёт с середины мая по июнь, плодоносит в июле.

## Среда обитания
Уникальной средой обитания этого растения, как полагают, были области с богатыми почвами на открытых участках в лесу и в прериях. Пасущиеся бизоны, вероятно, поддерживали эти открытые участки, перемещаясь по проложенным путям. Этот клевер был, очевидно, широко распространён на большей части Среднего Запада США.
Причины того, что это растение стало очень редким, точно не известны, но они, как полагают, связаны с исчезновением больших травоядных животных в его области распространения. Многие виды, также ставшие теперь редкими, росли поблизости от троп, проложенных бизонами. Другими причинами могут быть конкуренция с другими видами и изменение среды обитания.